# Rohrbach (powiat Südliche Weinstraße)
Rohrbach – miejscowość i gmina w Niemczech, w kraju związkowym Nadrenia-Palatynat, w powiecie Südliche Weinstraße, wchodzi w skład gminy związkowej Herxheim.

## Współpraca
Miejscowość partnerska:
- Axams, Austria